# Max Schwab (Geologe)
Max Schwab (* 1. März 1932 in Halle; † 13. April 2024 ebenda) war ein deutscher Geologe. Er war bis 1997 Professor für Regionale Geologie an der Martin-Luther-Universität Halle-Wittenberg.

## Familie
Max Schwab war der Sohn des jüdischen Kaufmanns und Viehhändlers Julius Schwab aus Berkach und dessen am 15. Februar 1930 zum Judentum konvertierten Ehefrau Pauline Margarethe, geborene Günter. Zwei Jahre nach der Hochzeit wurden am 1. März 1932 in Halle die Zwillinge Max und Günther geboren. Das Paar war ab 1940 zum Schutz der beiden gemeinsamen Söhne geschieden; die Scheidung wurde 1957 aufgehoben. Julius Schwab wurde nach den Novemberpogromen 1938 verhaftet und in das Konzentrationslager Buchenwald deportiert. Am 26. Dezember 1938 wurde er mit der Auflage entlassen, Deutschland binnen eines Monats zu verlassen. Nachdem alle Versuche fehlschlugen, kurzfristig ein Affidavit und damit ein Visum für Amerika zu erhalten, reiste er auf Anraten des amerikanischen Konsulats am 28. Januar 1939 völlig mittellos in die Niederlande aus, nachdem das gesamte Vermögen der Familie beschlagnahmt wurde. Zunächst wurde er sieben Monate in einem Lager interniert, bevor er im Zentrum von Amsterdam, in der Straße Zwanenburgwal 34 eine Anstellung als Hausdiener fand. Am 4. September 1942 erneut verhaftet, in das Konzentrationslager Westerbork verschleppt, am 14. September 1942 in das KZ Auschwitz deportiert und kurz nach der Ankunft ermordet. Auch die Schwester des Vaters, Selma Appel, wurde 1942 im Vernichtungslager Sobibor Opfer des Holocaust. Zur Erinnerung an Julius und Selma Schwab wurden an der Stelle ihres ehemaligen Wohnhauses in Halle an der Merseburger Straße 166 (heute Riebeckplatz 4) zwei Stolpersteine verlegt.
Schwabs Zwillingsbruder Günther, mit dem er zeitlebens eng verbunden war, wurde ebenfalls Geologe und war zuletzt Direktor des Landesamtes für Geowissenschaften und Rohstoffe Brandenburg. Er verunglückte am 16. Oktober 1996 bei einem Autounfall tödlich.

## Leben

### Schule und Studium
Max Schwab überlebte die Zeit des Nationalsozialismus zusammen mit seinem Zwillingsbruder in Halle. Ihre Mutter schirmte die beiden Jungen mit Unterstützung Dritter weitgehend von der Außenwelt ab. Sie war in den 1930er Jahren zum Judentum konvertiert, konnte aber 1944 aufgrund ihrer hartnäckigen Bemühungen erreichen, dass beide Kinder von den Nationalsozialisten schließlich nur als „Halbjuden“ eingestuft wurden. Ab 1939 durfte Max Schwab keine öffentliche Schule mehr besuchen. Er wurde auf Betreiben der Mutter bis zum Ende des Zweiten Weltkrieges privat unterrichtet und legte 1950 sein Abitur an der Thomas Müntzer-Oberschule in Halle ab.
Vor Beginn seines Geologie-Studiums an der Universität Halle war er als Grabungshelfer im Geiseltal tätig. Noch im Jahr 1950 wechselte er den Studienort und ging an die Humboldt-Universität nach Berlin.
Im Rahmen der mit Auszeichnung abgeschlossenen Diplomarbeit, die von Serge von Bubnoff und Günter Möbus betreut wurde, beschäftigte sich Max Schwab mit der Nordlausitzer Grauwackenformation bei Weißenberg. Als Assistent ging er zurück an die Martin-Luther-Universität nach Halle und verlegte seinen Arbeitsschwerpunkt auf die Untersuchung der permo-karbonischen Sedimente in der Gegend um Halle sowie auf die stratigrafische und tektonische Entwicklung paläozoischer Schichtenfolgen im Harz.

### Promotion und Habilitation
Schwab wurde 1961 an der Universität Halle mit summa cum laude promoviert. Nach der dritten Hochschulreform wurde 1967 / 1968 das Geologisch-Paläontologische Institut der Martin-Luther-Universität in Halle aufgelöst und die Ausbildung der Geologen in der DDR an die Bergakademie Freiberg und die Ernst-Moritz-Arndt-Universität Greifswald verlegt. Max Schwab war in der Folgezeit wesentlich an der Umorganisation der geowissenschaftlichen Lehre an der Martin-Luther-Universität beteiligt.
Im Jahr 1970 habilitierte er mit einer Arbeit über Beiträge zur Tektonik der Rhenoherzynischen Zone im Gebiet der DDR mit besonderer Berücksichtigung der Verhältnisse im Unterharz. Ein Jahr später wurde ihm die Lehrbefähigung erteilt, 1978 erfolgte die Ernennung zum Hochschuldozenten für Regionale Geologie. Im Jahr 1983 erhielt er die Professur für Regionale Geologie. Seit 1978 war er zunächst als kommissarischer Leiter, ab 1984 dann als Leiter des Wissenschaftsbereiches Geologische Wissenschaften und des Geiseltalmuseums an der Sektion Geographie der Martin-Luther-Universität.

### Wirken am Geologischen Institut in Halle
Max Schwab befasste sich schwerpunktmäßig mit der Geologie der Umgebung von Halle sowie der Geologie und Tektonik des Harzes und ist Mitverfasser einer Monografie über die Geologie von Sachsen-Anhalt.
Nach der politischen Wende war Max Schwab maßgeblich an der Neugründung des Institutes für Geologische Wissenschaften beteiligt, an dem er bis zu seiner Pensionierung im Jahr 1997 in der Lehre tätig war. Zu seinen Lehraufgaben zählte neben den Vorlesungen zur Regionalen und Allgemeinen Geologie und Tektonik auch die Geländeausbildung der Geologie-Studenten.
In der DDR war er Mitglied des Wissenschaftlichen Beirats für Geowissenschaften. Nach der politischen Wende 1989 bekleidete Max Schwab zahlreiche Aufgaben, unter anderem: Mitglied der Evaluierungskommission des Wissenschaftsrates, Mitglied des Wissenschaftsrates, Mitglied des Deutschen Landesausschusses für das International Geoscience Programme (IGCP), Mitglied des Wissenschaftlichen Beirates Geowissenschaftliche Gemeinschaftsaufgaben beim Niedersächsischen Landesamt für Bodenforschung, Mitglied des Deutschen Nationalkomitees für Geologische Wissenschaften, Mitglied der DFG-Senatskommission für Geowissenschaftliche Gemeinschaftsforschung sowie Fachgutachter der Deutschen Forschungsgemeinschaft (DFG). In den Jahren 1990 bis 1996 war Max Schwab Vorsitzender der Gesellschaft für Geologische Wissenschaften.
1979 erhielt er die Abraham-Gottlob-Werner-Medaille. 1991 wurde er Mitglied der Leopoldina. Im Jahr 1997 erhielt er die Hans-Stille-Medaille. 1999 wurde er Ehrenmitglied der Geologischen Vereinigung und wurde mit der Serge-von-Bubnoff-Medaille geehrt.
Am 13. April 2024 starb Max Schwab im Alter von 92 Jahren in seiner Geburtsstadt Halle. Mit seiner Frau Jutta hatte er drei Söhne.

## Veröffentlichungen (Auswahl)
Max Schwab war Autor bzw. Mitautor von 152 Publikationen sowie zahlreichen nicht veröffentlichten Forschungsberichten.
Hochschulschriften
- Tektonische Untersuchungen im Permokarbon nördlich von Halle/Saale. Dissertation, Halle/Saale 1961.
- Beiträge zur Tektonik der Rhenoherzynischen Zone Gebiet der DDR mit besonderer Berücksichtigung der Verhältnisse im Unterharz. Habilitation, Halle/Saale 1970.

andere Veröffentlichungen
- Der geologische Aufbau des Halleschen Porphyrkomplexes. Herzynia, Band 1, 1964, S. 167–185.
- mit W. Knoth: Abgrenzung und geologischer Bau der Halle-Wittenberger-Scholle. In: Geologie. Band 21, 1971, S. 1153–1172.
- mit Günter Krumbiegel: Saalestadt Halle und Umgebung: ein geologischer Führer. 2 Bände, 1974.
- mit Hans Kugler, Konrad Billwitz: Allgemeine Geologie, Geomorphologie und Bodengeographie. Gotha 1980, 1988.
- als Herausgeber: Die altpaläozoische und variszische Entwicklung im nördlichen Mitteleuropa. 9. Rundgespräch Geodynamik des Europäischen Variszikums, Wernigerode 1993, Zentralblatt für Geologie und Paläontologie, 1993.
- Der geologische Untergrund der Stadt Halle und die Hallesche Marktplatzverwerfung. In: Werner Freitag, Andreas Ranft, Katrin Minner (Hrsg.): Geschichte der Stadt Halle. Mitteldeutscher Verlag, Halle 2006, ISBN 9783898123839, S. 78–90.
- mit Gerhard H. Bachmann, Bodo-Carlo Ehling, Rudolf Eichner: Geologie von Sachsen-Anhalt. Schweizerbart, Stuttgart 2008.
- mit Hans Joachim Franzke: Harz- östlicher Teil und Kyffhäuser Kristallin. Sammlung Geologischer Führer, Band 104, Gebrüder Borntraeger 2011.